# 莫茨卡鄉
47°15′N 26°37′E / 47.250°N 26.617°E
莫茨卡鄉（羅馬尼亞語：Comuna Moțca, Iași），是羅馬尼亞的鄉份，位於該國東北部，由雅西縣負責管轄，面積37平方公里，海拔高度295米，2007年人口5,185，人口密度每平方公里142人。